# Edwardsville (Illinois)
Pour les articles homonymes, voir Edwardsville (homonymie).
Edwardsville est une ville située dans le comté de Madison, dans l’État de l’Illinois, aux États-Unis. La ville a été baptisée du nom de Ninian Edwards, gouverneur de l'Illinois de 1809 à 1818, puis de 1826 à 1830.

## Démographie
| Groupe            | Edwardsville | Illinois | États-Unis |
| ----------------- | ------------ | -------- | ---------- |
| Blancs            | 86,7         | 71,5     | 72,4       |
| Afro-Américains   | 8,3          | 14,6     | 12,6       |
| Asiatiques        | 2,4          | 4,6      | 4,8        |
| Métis             | 1,9          | 2,3      | 2,9        |
| Autres            | 0,5          | 6,7      | 6,4        |
| Amérindiens       | 0,2          | 0,3      | 0,9        |
| Total             | 100          | 100      | 100        |
|                   |              |          |            |
| Latino-Américains | 2,0          | 15,8     | 16,7       |

Selon l'American Community Survey, pour la période 2011-2015, 94,50 % de la population âgée de plus de 5 ans déclare parler anglais à la maison, alors que 1,49 % déclare parler l'espagnol, 0,96 % une langue chinoise et 3,06 % une autre langue.